# Eysteinn
Eysteinn  è un nome proprio di persona islandese maschile.

## Varianti
- Maschili: Eystein

### Varianti in altre lingue
- Norreno: Eysteinn[1]
- Norvegese: Øystein[1]
- Scozzese: Ùisdean[1]
- Svedese: Östen

## Origine e diffusione
Continua il nome norreno Eysteinn: è composto da ey ("isola") oppure auja ("fortuna", buon fato"), combinato con steinn ("pietra"). Il primo elemento si trova anche nel nome Øyvind, il secondo in Sixten.
La forma gaelica scozzese Ùisdean veniva talvolta resa in inglese utilizzando il nome Hugh.

## Onomastico
L'onomastico si può festeggiare il 26 gennaio in memoria di sant'Agostino Erlendsson, vescovo di Nidaros, il cui vero nome era Eystein o Øystein.

## Persone

### Variante Eystein
- Eystein Eggen, scrittore e sociologo norvegese
- Eystein Erlendsson, vero nome di Agostino Erlendsson, vescovo cattolico e santo norvegese
- Eystein Halfdansson, figlio di Hálfdan Hvitbeinn
- Eystein Meyla, pretendente al trono di Norvegia

### Variante Øystein

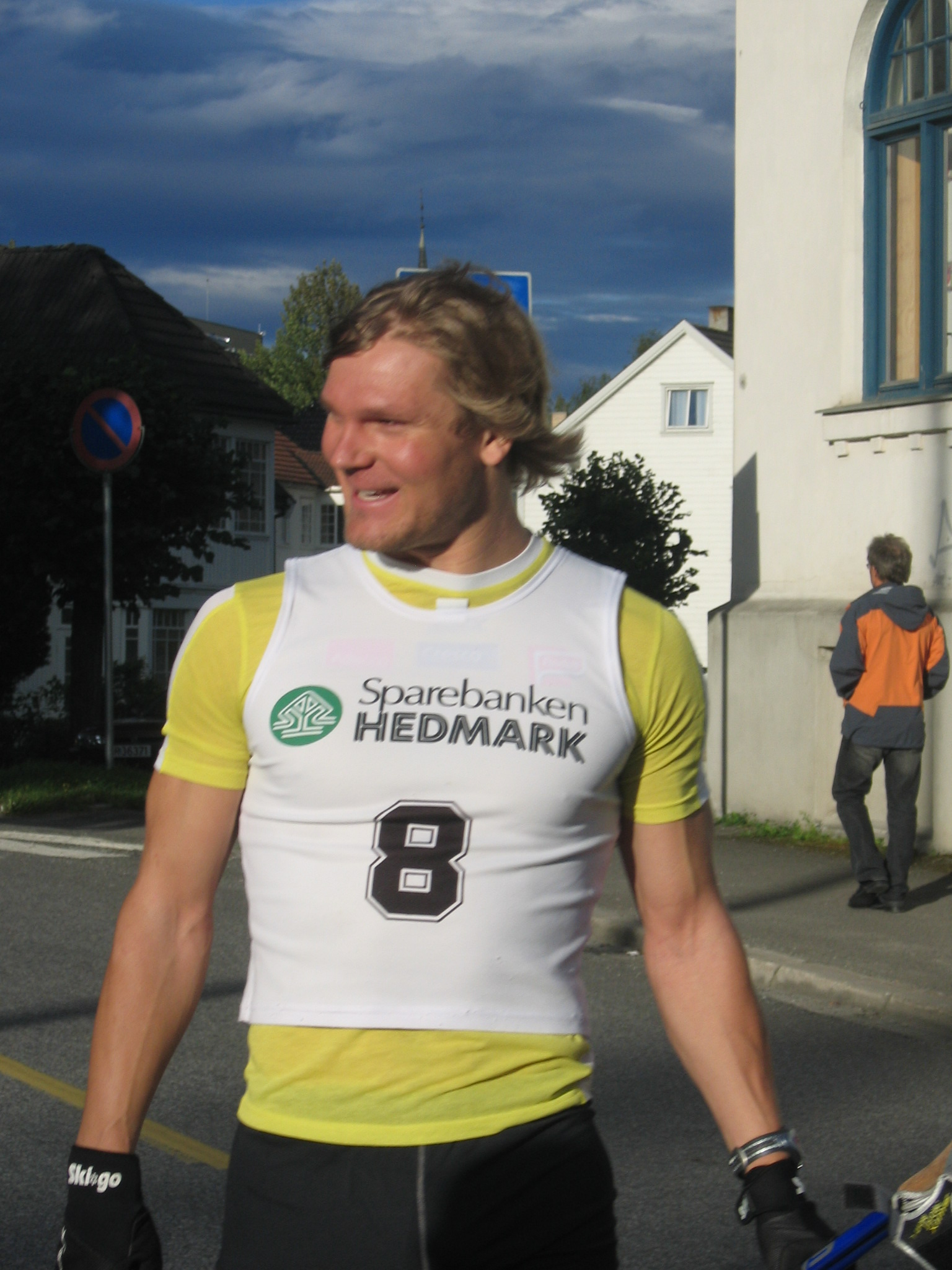
Øystein Pettersen

- Øystein Aarseth, chitarrista e produttore discografico norvegese
- Øystein I di Norvegia, re di Norvegia
- Øystein II di Norvegia, re di Norvegia
- Øystein Drillestad, calciatore norvegese
- Øystein Gåre, allenatore di calcio norvegese
- Øystein Neerland, calciatore norvegese
- Øystein Pettersen, fondista norvegese
- Øystein Wormdal, calciatore norvegese